# Perłoródka rzeczna
Perłoródka rzeczna, skójka perłorodna (Margaritifera margaritifera) – holarktyczny gatunek słodkowodnego małża z rodziny perłoródkowatych (Margaritiferidae). Gatunek wrażliwy na zanieczyszczenie i przekształcanie siedlisk, zanika na wielu stanowiskach i jego liczebność maleje. Uznany za gatunek zagrożony w Europie, objęty ochroną na podstawie europejskich regulacji prawnych. W Polsce uznany za wymarły, podlega ścisłej ochronie gatunkowej.

## Systematyka
Gatunek należy do rodziny perłoródkowatych (Margaritiferidae), jest jednym z trzech przedstawicieli rodzaju Margaritifera. Opisany przez Linneusza jako Mya margaritifera, do osobnego rodzaju przyporządkował go C. F. Schumacher.

## Etymologia nazwy
Nazwa gatunku, tak naukowa (Margaritifera margaritifera), jak i zwyczajowe (perłoródka rzeczna, skójka perłorodna), odnoszą się do zdolności należących do niego osobników do wytwarzania pereł (łac. margarita, -ae – perła, fero -tuli, -latum, ferre – nosić w sobie).

## Cechy morfologiczne

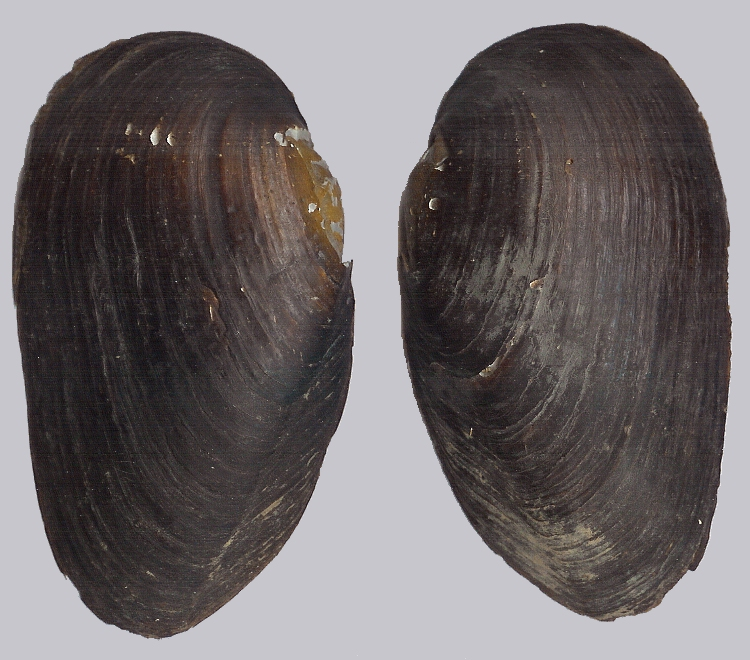
Muszla perłoródki – od strony zewnętrznej.

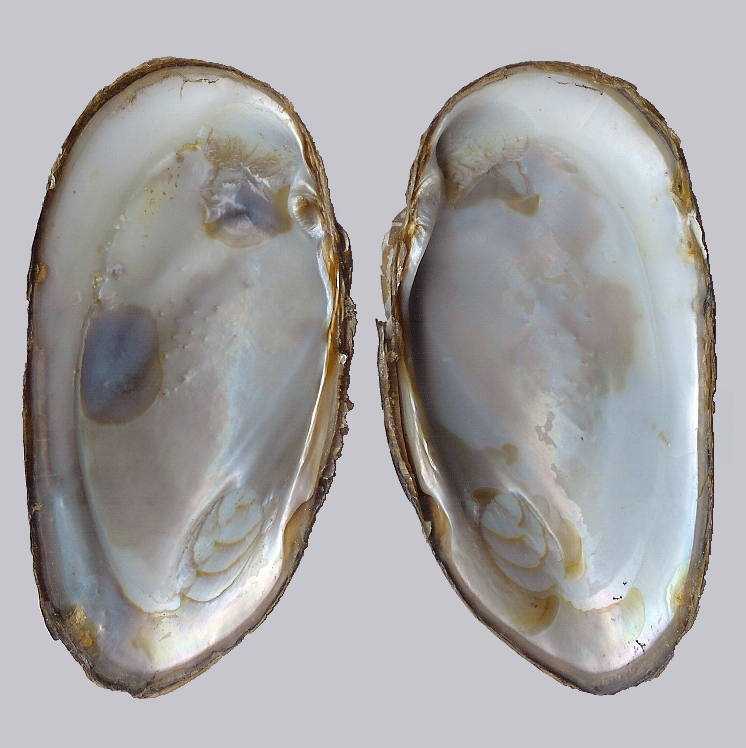
Muszla perłoródki – od strony wewnętrznej.

Muszla gruba, wierzchołki przesunięte ku przodowi (cześć muszli położona za wierzchołkami – trzykrotnie dłuższa niż część przednia), przeważnie silnie skorodowane. Muszla ma kształt nerkowaty w zarysie: krawędź grzbietowa jest wygięta, a brzuszna wklęsła, przedni brzeg zaokrąglony, a tylny zaostrzony, koniec muszli położony w osi podłużnej muszli lub lekko poniżej tej osi. Zewnętrzna powierzchnia muszli czarna lub ciemnobrązowa, linie przyrostów wyraźne, blisko siebie położone.
Zamek muszli z płytą wąską, przedni ząb w prawej muszli wysoki i wąski, zęby: główny i tylny boczny zredukowane. W lewej połówce ząb główny spłaszczony, karbowany; ząb boczny przedni wąski, ostry i karbowany, oddzielony głęboką szczeliną. Ligamentum krótkie, masywne, wystające. Wewnętrzna powierzchnia muszli z silnym perłowym połyskiem, odciski mięśnia zwieracza przedniego muszli nerkowate, zwieracza tylnego owalne, odciski mięśni wciągaczy nogi prawie półksiężycowate.
Długość muszli: 100–160 mm; szerokość: 30–40 mm; wysokość: 45–60 mm.

## Występowanie
Gatunek holarktyczny, obejmuje zasięgiem zachodnią, środkową, wschodnią i północną część Europy (jako jeden z nielicznych małży sięga poza 70ºN), azjatycką część Rosji po Sachalin, Japonię i Amerykę Północną od Nowej Fundlandii do Pensylwanii. Perłoródka rzeczna dawniej występowała pospolicie w wodach Europy, wyginęła na wielu stanowiskach, w tym także w Polsce, gdzie żyła w potokach sudeckich, na Dolnym Śląsku, a nawet w centralnej części kraju (w Bzurze). Sudeckie skójki perłorodne i znajdywane w nich perły opisał m.in. w wydanej w 1600 r. w Lipsku pracy pt. „Stirpium et fossilium Silesiae Catalogus” wybitny śląski przyrodnik Caspar Schwenckfeld, zajmujący wówczas stanowisko „medyka” (lekarza okręgowego) w Jeleniej Górze.

## Biologia i ekologia

### Zajmowane siedliska
Występuje w górnym i środkowym odcinku rzek (potoków), głównie spływających z masywów górskich, o wodzie miękkiej (pH około 7; zawartość węglanu wapnia średnio około 26,5 ppm), czystej i dobrze natlenionej, bez zawiesin. Występuje w osadach piaszczystych, ale także znajdywana wśród grubego żwiru i pomiędzy kamieniami. Jest stenobiontem, preferuje wody zimne, o temperaturze nie przekraczającej 13–14 °C. Gatunek bardzo wrażliwy na zanieczyszczenie wody.

### Odżywianie
Filtrator, odżywiający się zawiesiną odcedzaną z wody na skrzelach. Przebywa cały czas zakopana w osadach, z których wystawia tylko tylną część muszli.

### Rozmnażanie
Gatunek rozdzielnopłciowy, jednak przy niskich zagęszczeniach populacji samice przekształcają się w osobniki hermafrodytyczne, które rozmnażać się mogą przez samozapłodnienie. Rozród odbywa się latem, pojedyncza samica może wytworzyć około 1 mln jaj rocznie (po uzyskaniu dojrzałości w wieku kilkunastu lat samica w ciągu 75 lat życia może w sumie wytworzyć 200 mln jaj). Jaja przetrzymywane są w skrzelach (we wszystkich czterech listkach skrzelowych), gdzie ulegają zapłodnieniu i rozwijają się w ciągu kilku miesięcy do stadium larwy (glochidium). Glochidia zbudowane są z dwuklapowej muszelki wyścielonej larwalnym płaszczem, mięśnia zwieracza, lepkiej nici oraz szczecin zmysłowych, są pozbawione haków. Glochidia uwalniane są do wody, gdzie połknięte przez ryby z rodziny łososiowatych – mogą być nimi pstrąg potokowy (Salmo trutta m. fario), łosoś (Salmo salar), pstrąg źródlany (Salvellinus fontinalis) – przyczepiają się do ich skrzeli lub płetw. Po przytwierdzeniu się do ryby glochidium zostaje otoczone cystą nabłonkową i przechodzi do pasożytniczego trybu życia, który to okres trwa od 3 dni do 10 miesięcy (18–20 dni). W cyście organizmy te zimują i przechodzą metamorfozę. Gdy osiągną około 0,5 mm, cysta pęka, młode małże odczepiają się i opadają na dno. Po 4–5 latach perłoródki rzeczne osiągają wielkość około 2 cm.
Perłoródka rzeczna jest jednym z najbardziej długowiecznych gatunków zwierząt, jej osobniki dożywają do 100–190 lat, maksymalnie do 210 lat.

## Interakcje międzygatunkowe
Glochidia perłoródki rzecznej pasożytujące na rybach nie wyrządzają im wielu szkód, jedynie w przypadku masowej infestacji na skrzelach ryb tworzyć się mogą małe ranki, może dochodzić do krwawienia i osłabienia ryby.

## Wykorzystanie
Małże tego gatunku wytwarzają perły słodkowodne, które wykorzystywane były do wyrobu wartościowej biżuterii. Perły te cechuje charakterystyczny różowy połysk. Muszla z grubą warstwą perłową wykorzystywana była do produkcji guzików. Perły występują w 1 na 2700 osobników, ale pojedynczy osobnik może zawierać ich wiele (w 1802 roku na Dolnym Śląsku w 41 muszlach znaleziono 23 perły). W związku z występowaniem perłoródki rzecznej w średniowieczu na Dolnym Śląsku region ten był jednym z głównych ośrodków produkcji słodkowodnych pereł. Ostatnia szlifiernia takich pereł istniała nad Kwisą do XVII w. Perłoródki rzeczne, podobnie jak małże z rodziny skójkowatych, wykorzystywano także jako karmę dla zwierząt gospodarskich.

## Zagrożenia i ochrona
Ze względu na zanikanie populacji i zmniejszanie liczebności perłoródki rzecznej praktycznie na całym obszarze występowania gatunek ten został ujęty jako zagrożony (EN) w Czerwonej Księdze IUCN. Gatunek wymieniony został również w dyrektywie siedliskowej Rady Europy jako gatunek będący przedmiotem zainteresowania Wspólnoty, którego ochrona wymaga wyznaczenia specjalnych obszarów ochrony siedlisk (SOO) oraz w konwencji berneńskiej.
Na terenie Polski gatunek ten jest objęty ścisłą ochroną gatunkową. W Polskiej czerwonej księdze zwierząt został uznany za wymarły (kategoria EX). W latach 2006–2007 w jednym z potoków sudeckich, Kocim Potoku, znaleziono puste muszle tego małża, co, o ile nie były to muszle, które zachowały się w osadach pochodzących z rozmywanych brzegów rzeki, mogłoby wskazywać na wyginięcie tej populacji najwyżej kilka lat przed datą znalezienia muszli.
Do ustępowania gatunku, oprócz eksploatacji przez człowieka, przyczyniła się zmiana warunków fizycznych i chemizmu wód spowodowana zrzutami zanieczyszczeń, zmianami charakteru zlewni (np. wyrębem lasów, prowadzeniem gospodarki rolniczej) i związaną z tym eutrofizacją.
Introdukcja pstrąga tęczowego (Oncorhynchus mykiss) spowodowała wyparcie w wielu miejscach pstrąga potokowego, który jest żywicielem glochidiów perłoródki. Kolejny wprowadzony gatunek inwazyjny – piżmak (Ondatra zibethicus) – przyczynił się do wyniszczenia populacji tego małża, wykorzystując go jako pokarm.
W 1965 roku podjęto próbę reintrodukcji perłoródki rzecznej w jednym z potoków w obrębie Karkonoskiego Parku Narodowego, która jednak nie powiodła się.